# 圣曼努埃尔
圣曼努埃尔是巴西圣保罗州的一个市镇。总面积651.041平方公里，总人口39696人，人口密度61人/平方公里。